# سیارک ۲۲۰۳۲
سیارک ۲۲۰۳۲ (به انگلیسی: 22032 Mikekoop، نامگذاری:1999XB151) بیست و دو هزار و سی و دومین سیارک کشف شده‌است که در ۹ دسامبر ۱۹۹۹ کشف شد.
قدر مطلق سیارک برابر ۱۸.۶ است.